# Elly Burgmer

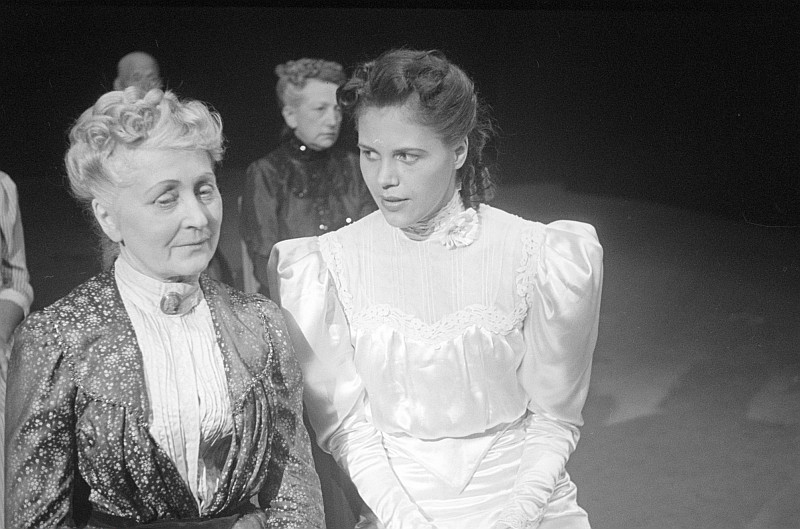
Szene aus Unsere kleine Stadt mit Elly Burgmer (links) als Mrs. Gibbs und Ruth Schilling als Emily, Deutsches Theater, Berlin, 1945

Elly Burgmer (* 3. Januar 1891; † 1. August 1975) war eine deutsche Schauspielerin.

## Leben
Die Bühnenschauspielerin Burgmer war ab den 1940er Jahren regelmäßig in verschiedenen Rollen in mehreren Spielfilmen zu sehen. Ihr Debüt gab sie in dem 1943 erschienenen Film Der Majoratsherr unter Regie von Hans Deppe.
Daraufhin folgten Auftritte in Träumerei, Der Erbförster, Die Mörder sind unter uns, Ehe im Schatten oder Die Kuckucks.
In den 1950er Jahren spielte sie in den Filmen Absender unbekannt, Klettermaxe, Ingrid – Die Geschichte eines Fotomodells, Das Herz von St. Pauli sowie in Herz ohne Gnade.
Des Weiteren mimte sie verschiedene Figuren in Produktionen wie Paulchen und die Mädchenschule, Frau im besten Mannesalter, Die Nacht vor der Premiere oder In seinem Garten liebt Don Perlimplin Belisa.
Elly Burgmer, die neben ihrer Tätigkeit in Film und Fernsehen noch an einigen Theatern als Darstellerin mitwirkte, war auch eine Zeit lang als Synchronsprecherin tätig. Sie lieh ihre Stimme u. a. Lucie Mannheim in Der Mann, der sich selbst nicht kannte oder Gabrielle Dorziat in Wenn das Herz spricht.

## Filmografie
- 1943: Der Majoratsherr
- 1944: Träumerei
- 1945: Der Erbförster
- 1946: Die Mörder sind unter uns
- 1947: Razzia
- 1947: Ehe im Schatten
- 1949: Die Kuckucks
- 1950: Absender unbekannt
- 1950: Paulchen und die Mädchenschule
- 1952: Klettermaxe
- 1955: Ingrid – Die Geschichte eines Fotomodells
- 1957: Das Herz von St. Pauli
- 1958: Herz ohne Gnade
- 1959: Frau im besten Mannesalter
- 1959: Die Nacht vor der Premiere
- 1965: Der Fall Hau
- 1966: In seinem Garten liebt Don Perlimplin Belisa

## Hörspiele (Auswahl)
- 1947: Hedda Zinner: Erde – Regie: Hedda Zinner (Berliner Rundfunk)
- 1949: Hans Egon Gerlach: Goethe erzählt sein Leben  (8. Teil: Lotte in Wetzlar) – Regie: Mathias Wieman (Hörbild – NWDR Hamburg)
- 1954: Dylan Thomas: Unter dem Milchwald (Mrs. Beyons) – Regie: Fritz Schröder-Jahn (Original-Hörspiel – NWDR Hamburg)